# Bartlett, Illinois
Bartlett är en ort (village) i Cook County, DuPage County, och  Kane County, i delstaten Illinois, USA. Enligt United States Census Bureau har orten en folkmängd på 41 458 invånare (2011) och en landarea på 40,5 km².